# Emergency Fire & Rescue Unit
L’Emergency Fire & Rescue Unit - EFRU (in maltese non ufficiale Emerġenza Nar u Unità Salvataġġ) è un organismo istituzionale ad ordinamento civile di Malta, istituito nel 2006. L'EFRU fa parte del Civil Protection Department, la protezione civile maltese. L'EFRU lavora in stretto contatto il Corpo nazionale dei vigili del fuoco italiano e insieme all'associazione italiana Edelweiss è membro fondatore dell'ente europeo EVOLSAR

## Storia
Le radici dell'EFRU risalgono alla Fire Section del Malta Police Force creata dai britannici nel 1934, anche se già dal 1883 i membri del Malta Police Force disponevano di mezzi antincendio e dal 1902 seguivano un corso in Inghilterra del Water Works Department.
La Fire Section nacque con il decreto del governatore britannico gen. David Campbell il 26 novembre 1934, la Fire Section però veniva utilizzata solo a La Valletta, mentre nel resto di Malta veniva utilizzato il British Military Fire Services, il servizio antincendio dell'Esercito britannico.
La Fire Section inizialmente acquistò mezzi già utilizzate nel Regno Unito come Ford, Dodge, Bedford, Dennis e Land Rover. In seguito il Malta Police Force acquistò degli automezzi Bedford nuovi per le due stazioni di Floriana e di Kordin a Paola. In seguito furono acquistati nuovi automezzi dal Regno Unito e anche dopo l'indipendenza di Malta nel 1964 i mezzi della stazione di Floriana vennero utilizzati dai britannici fino al ritiro degli ex colonialisti nel 1979.
Fino alla firma del protocollo d'intesa italo-maltese e alla nascita del Civil Protection Department il servizio antincendio maltese rimase molto indietro nello sviluttpo del soccorso antincendio utilizzando mezzi antiquati. In seguito alla nascita del Civil Protection Department e all'acquisto di nuovi mezzi in Italia oltre alla nascita dell'EFRU grazie anche ai vigili del fuoco italiani staccandolo dal Malta Police Force ha portato a un riammordenamanto del sistema antincendio della giovane repubblica maltese.

## Automezzi

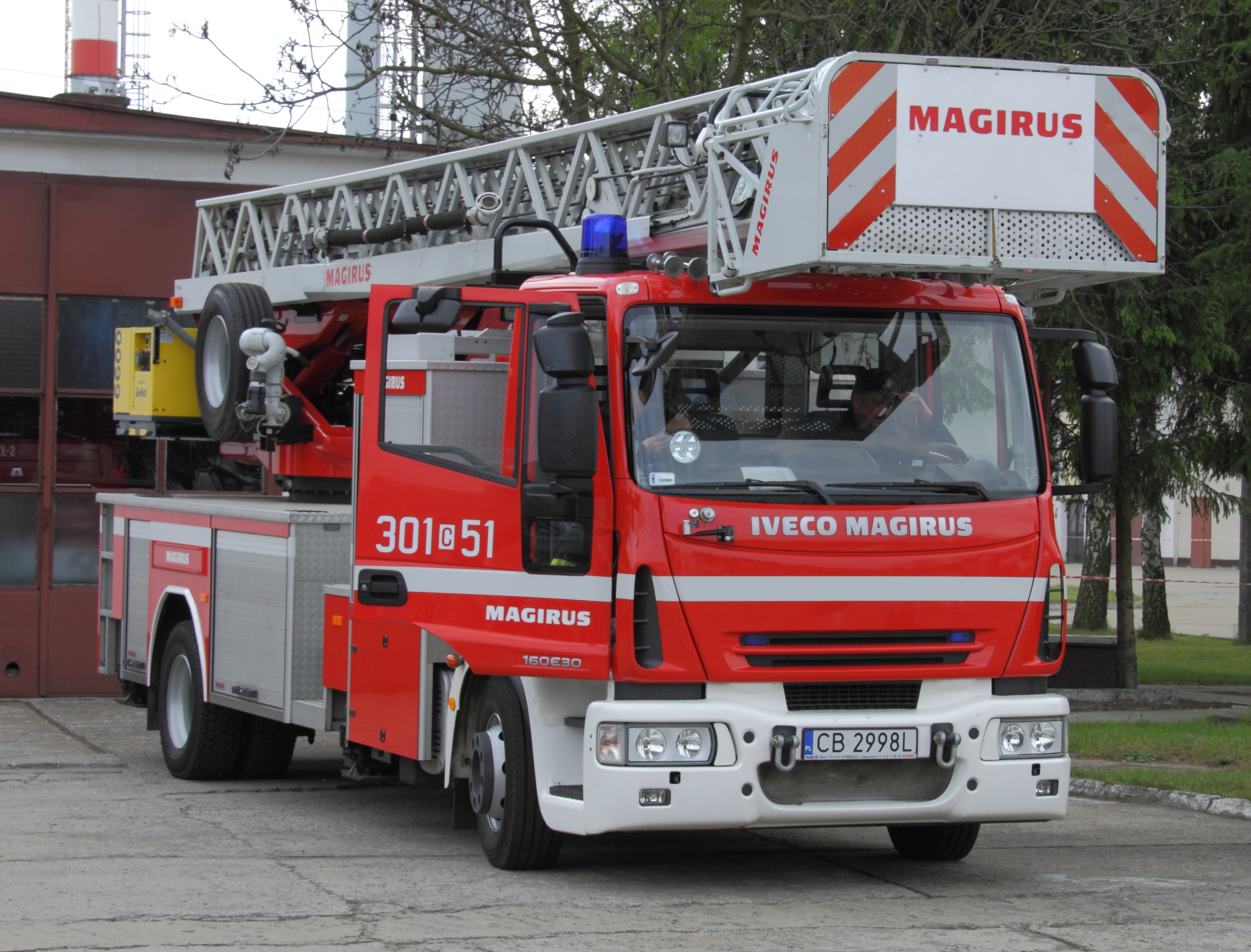
L'automezzo IVECO Magirus, attualmente impiegato dall'Emergency Fire & Rescue Unit maltese

Gli automezzi sono tutti di provenienza italiana e sono entrati in servizio a partire dal 1996:
- 20 IVECO Magirus
- 4 automezzi Fresia
- 2 auto di servizio Škoda

## Sedi
Le caserme dell'EFRU sono:
- Gozo Fire Station, Gozo Heliport, Ta' Lambert, Għajnsielem Road, XWK Xewkija
- Ħal-Far Fire Station, Birżebbuġa Road - BBĠ Ħal Far
- Marine Section, Moll is-Shipwrights - MRS Marsa (non dispone di mezzi propri)
- Xemxija Fire Station, Xemxija Heights - SPB Xemxija
- Kordin Fire Station, Kordin Industrial Estate - PLA Paola